# Kaštel Žegarski
Kaštel Žegarski es una localidad de Croacia en el ejido de la ciudad de Obrovac, condado de Zadar.

## Geografía
Se encuentra a una altitud de 76 m s. n. m. a 290 km de la capital nacional, Zagreb.

## Demografía
En el censo 2011 el total de población de la localidad fue de 135 habitantes.
| Gráfica de población de Kaštel Žegarski 1857-2011                   |
|                                                                     |
| Según los censos de población de la oficina estadística de Croacia. |